# غفعات شاؤول

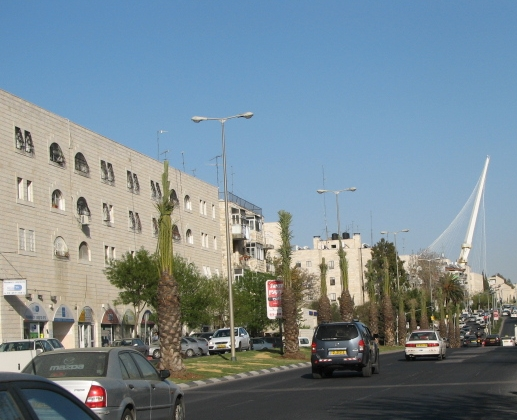
شارع كنفي نشرم.

غفعات شاؤول (بالعبرية: גבעת שאול) هو حي في القدس الغربية، إسرائيل يقع الحي على المدخل الغربي للمدينة، شرق حي هار نوف وشمال قرية موشيه. تقع غفعات شاؤول على ارتفاع 820 متر فوق مستوى سطح البحر، وهي مبنية على أراضي قرية دير ياسين الفلسطينية.